# Hennepin megye
Hennepin megye az Amerikai Egyesült Államokban, azon belül Minnesota államban található. Megyeszékhelye és legnagyobb városa Minneapolis. Lakosainak száma 1 281 565 fő (2020. április 1.). Hennepin megye Anoka, Scott, Ramsey, Wright, Carver, Dakota és Sherburne megyékkel határos.

## Népesség
A megye népességének változása:
| Lakosok száma | 12 849 | 31 566 | 67 013 | 228 340 | 333 480 | 1 154 215 | 1 169 070 | 1 198 778 | 1 223 149 | 1 281 565 |
|               | 1860   | 1870   | 1880   | 1900    | 1910    | 2010      | 2011      | 2013      | 2015      | 2020      |